# Guteborn
Guteborn es un municipio situado en el distrito de Alto Bosque del Spree-Lusacia, en el estado federado de Brandeburgo (Alemania), a una altura de 115 metros. Su población a finales de 2016 era de 500 habs. y su densidad poblacional, 30 hab/km².